# Општина Зиљахово
Општина Зиљахово (грч. Δήμος Νέας Ζίχνης, Димос Неас Зихнис) је општина у Грчкој у округу Сер, периферија Средишња Македонија. Административни центар је насеље Зиљахово.

## Насељена места
Општина Зељахово је формирана 1. јануара 2011. године спајањем 2 некадашње административне јединице: Алистратик и Зиљахово.
- Општинска јединица Алистратик: Алистратик, Грачен, Мандилево, Скрижово, Станица Анџиста, Станица Драчево.
- Општинска јединица Зиљахово: Зиљахово, Анасташа, Димитра, Дравискос, Газорос, Клепушна, Нова Петра, Мавролофос, Мирини, Миркинос, Месорахи, Свети Христифор, Сфелинос, Толос.